# Stijke
Stijke (ukr. Стійке) – wieś na Ukrainie, w obwodzie chersońskim, w rejonie berysławskim. W 2001 roku liczyła 677 mieszkańców, spośród których 632 posługiwało się językiem ukraińskim, 28 rosyjskim, 13 mołdawskim, 2 białoruskim, a 2 innym.
W 2024 roku zmieniono nazwę miejscowości z Czkałowe na Stijke.